# تشهرغان
تشهرغان هي قرية في مقاطعة شبستر، إيران. عدد سكان هذه القرية هو 1,300 في سنة 2006.